# Disston AA
Disston AA is een voormalige Amerikaanse voetbalclub uit Philadelphia, Pennsylvania. De club werd opgericht in 1905 en opgeheven in 1918. De club speelde drie seizoenen in de National Association Football League.

## Erelijst
- American Cup

Winnaar (1): 1910
Runner up (2): 1913, 1914